# フェーズフリー
フェーズフリーまたはフェイズフリー（Phase Free）とは、平常時と災害時という社会のフェーズ（時期、状態）を取り払い、普段利用している商品やサービスが災害時に適切に使えるようにする価値を表した言葉である。
フェーズフリーという言葉及びその基本的な概念は、社会起業家である佐藤唯行が2014年に提唱した。佐藤は、防災工学の研究を大学在学中から始め、その後、国内外の社会インフラ事業に携わる中で多くの災害現場に関わり続け、2008年にNPO法人シュアティ・マネジメント協会を設立、続いて2013年にスペラディウス株式会社等を設立した。フェーズフリーを提唱した目的は、防災が定着しない現状を前提にしつつ、災害時のQOL（生活の質）を守れる状況を生み出し、もって日本及び世界における災害による被害を低減することである。
フェーズフリーの理論構築及び普及活動は、2015年にフェーズフリー総合研究会（総研）が任意団体として設立されることから始まった。これ以降、総研メンバーによる学会での論文発表や、企業・行政や一般向けの講演活動などによってフェーズフリーが世の中に認知されていき、行政及び民間での取組へと徐々に広がることとなった。
その後、主に企業・団体から、商品・サービスがフェーズフリー性を持つことを公的に認証する制度の確立が求められ、2018年に総研メンバーが中心となって一般社団法人フェーズフリー協会が発足し、2019年より認証制度が始まった。。

## フェーズフリーの定義
PhaseFree（フェーズフリー）とは、平常時（日常時）や災害時（非常時）などのフェーズ（社会の状態）に関わらず、適切な生活の質を確保しようとする概念です。この概念は、フェーズフリーの以下の5つの原則に基づいた商品、サービスによって実現されます。
- フェーズフリーの5原則

1. 常活性　どのような状況においても利用できること。
2. 日常性　日常から使えること。日常の感性に合っていること。
3. 直感性　使い方、使用限界、利用限界が分かりやすいこと。
4. 触発性　気づき、意識、災害に対するイメージを生むこと。
5. 普及性　参加でき、広めたりできること。[2]

- 平常時や災害時などの社会の状態に関わらず、いずれの状況下に於いても、適切な生活の質を確保する上で支障となる物理的な障害や精神的な障壁を取り除くための施策、およびそれを実現する概念。
- 商品やサービスに具現化させることで、平常時のみならず災害時においても有効に利用され、もって社会的脆弱性を解消しようとする考え方。
- 平常時でも災害時でも有効に利用できる商品（プロダクツ）、役務（サービス）、およびそれらが実現する価値。
- バリアフリーが高齢者や障害者などの要援護者への空間的な自由を提案しているのに対して、フェーズフリーは全ての人への時間的な自由を提案している。
- 例えば、以下のような場合にフェーズフリーな『筆記用具』と呼ぶことができる。
  - 水に濡れても問題なく文字を書く事が出来る（フェーズフリーが実現する、平常時と災害時での共通の価値）　　　　　　
  - 視界が効かない状態でも何らかの方法で所有者の位置を知らせる事が出来る（フェーズフリーが実現する、平常時とは別の、災害時での変化した新しい価値）[2]

## 誕生の背景
フェーズフリーが誕生した背景として、フェーズフリー協会webサイトにあるフェーズフリーに関する記述を転載する。
「2011年に発生した東日本大震災以降、人々の防災意識はこれまで以上に高まり、防災に関する商品・サービスがさらに注目されるようになりました。また、様々な企業や団体でも、防災商品の開発・提供、防災関連サービスの提案が増えてきました。
　東日本大震災を例に挙げるまでもなく、日本は世界の中でも災害が多発する地域にあり、多くの大規模な災害を過去に幾度も経験してきました。その結果、進んだ防災知識・技術を持つに至った国でもあります。それにもかかわらず、過去の多くの災害の記憶はいつしか忘れ去られ、私たちは危険性の高い地域へ再び進出し街をつくり、日ごろから災害に備える習慣が定着しないまま日々を送り、新たな災害が起こった際にはまた同じように悲劇を経験するという、悲しい循環を繰り返してしまいます。
　市民や企業を問わず、大規模な災害の直後には防災意識は高まりますが、それが定着せず未来に活かされないのはなぜなのでしょうか？　それは、災害時にどの様な困難が起こるかを、日常の生活の中でリアリティをもって思い描くことが、とても難しいからなのかもしれません。
　では、発想を変えてみましょう。
　私たちが生活を送る『平常時』と『災害時』という２つの時間＝『Phase』について、この２つを分けることをやめてみるのです。私たちは、身の周りのあらゆるモノと一緒に、平常のPhaseから災害のPhaseへと連続的に突入していきます。このことに着目すると、私たちに必要なのは、防災のための特別なモノではなく、普段の生活の中で自然に使え、さらに災害の際にも役に立つモノなのです。どちらのPhaseでも役に立つように最初から認識されたモノやサービスではないでしょうか。
　平常時や災害時というPhaseの制約から自由であること、Phaseの間にある垣根を越えてどの様な状況下でも私たちの命や生活を守れること、これを『PhaseFree（フェーズフリー）』と名付けましょう。
　『平常時』と『災害時』２つのPhaseをまたいで活躍する商品やサービス、それらを生み出すアイディア。これらによって、どちらのPhaseにも対応し安心して豊かに暮らせる社会　――
　そう、PhaseFreeな社会です。

　ご一緒に、 PhaseFreeな世界創りに取り組んでいただけないでしょうか。」--代表理事　佐藤唯行 『この時間から解き放ち未来の命を守る』

## 誕生までの歴史
- 2006年　FEMA（アメリカ合衆国の連邦政府緊急事態管理庁）により、災害に対処するための考え方として，Disaster Life Cycle（DLC:災害対応の循環体系）が定義され、災害から次の災害が発生するまでに、社会は8つのフェーズ（Phase）を辿ることが示された。
- 2011年　防災に関する啓蒙普及活動を行うNPO法人シュアティ・マネジメント協会の理事長である佐藤唯行および理事の目黒公郎（東京大学教授）は、『Suring Guardian 【信頼社会の守護者】たちへの入門書』を執筆。その中で、 危機(Hazard）と社会の脆弱性（Vulnerability）とが災害（Disaster）の要因となること、またその3つの関係をDisaster Life Cycle（DLC:災害対応の循環体系）のフェーズ（Phase）の中で表現した。
- 2012年　アスクル株式会社がアスクル防災ブック『みんなの知恵で、明日できる防災』を製作し、同社の商品カタログに同封して配布、佐藤唯行（NPO法人シュアティ・マネジメント協会理事長）は同冊子の監修を行なった。同冊子においては『知恵を使った、ムダなコストをかけない日常的な備えで、災害によるリスクを軽減しダメージを防いでいくこと』が具体例をもって紹介され、日用品が災害時にも役立つことの重要性が示された。[3]。

- 2014年　フェーズフリー（Phase free）を、防災に関わる新しい概念として佐藤唯行（スペラディウス株式会社および特定非営利活動法人シュアティ・マネジメント協会の代表者）が提唱。フェーズフリー（Phase free）とは、平常時に利用されるすべての商品およびサービスが持つ、災害時に役立つ付加価値であると定義した。なお、佐藤唯行が代表を務めるスペラディウス株式会社は、社会起業家である佐藤唯行が、持続可能な仕組みとしての防災を実現することを目指して設立した企業である。

## 商標
「Phase free（フェーズフリー）」は、防災を主事業とするスペラディウス株式会社（代表取締役:佐藤唯行）によって、その社会的価値を適切に維持することを目的として、商標が取得されている（17区分：登録第5727971号、１０区分：登録第5731995号等）。
スペラディウス社による商標登録の目的、「その社会的価値を適切に維持すること」とは、フェーズフリーの概念が正しく守られること、つまり別の意味でフェーズフリーという言葉が使われることのないこと、及び、フェーズフリーという言葉を誰でも使えるようにすることである。
フェーズフリー自体はまったく新しい言葉であるため、例えばこの言葉の独占を目的とした一企業が商標登録してしまうと、他の人・企業が自由に使うことができないおそれがある。
そこで、フェーズフリーという言葉が“エコ”や“ユニバーサルデザイン”等のように十分一般化され、誰もが本項の意味でこの言葉を使うようになり、商標登録が意味を失うまでの期間、スペラディウス社が商標を維持する予定である。
概念維持の目的のため、まったく別の意味でフェーズフリーの言葉を使っている場合には、使用中止を依頼することがある。例えば「地上と水中の垣根を取り払うフェーズフリー」や「足し算と引き算を区別しないフェーズフリー」などの意味でフェーズフリーを使われた場合、本項とは明らかに異なる意味での使用であるため、フェーズフリーの使用中止を依頼する必要が生じる。

## 防災とフェーズフリーの関係
フェーズフリーは防災に関わる一つの概念であって、防災を否定するものではない。他の分野で例えるなら、福祉対策や障碍者対策等におけるバリアフリーやユニバーサルデザイン、環境対策におけるエコのような関係である。
一方で防災とフェーズフリーのちがいは、人々が備えることを前提としているのが防災、人々は備えられないことを前提としているのがフェーズフリーである。
日本における具体例
今治市クリーンセンターは、ゴミ処理施設であるとともに、防災施設としての機能が全国的にも注目され、ジャパン・リジリエンス・アワード強靭化大賞2019でグランプリを受賞した施設。 
本施設では防災の取組みを平常時にも役立てる『フェーズフリー』の概念を、全国のごみ処理施設で初めて取り入れた。平常時は『市民が集い、地域交流を活性化する場』、さらに災害時には、あらゆる市民が安心して避難できる、『地域の指定避難所』として、“いつも（平常時）”と“もしも（災害時）”の両方で、地域に貢献する施設を実現している。